# Asteroide Apol·lo

El grup d'asteroides Apol·lo (en verd). El Sol és al centre, amb els planetes Mercuri (gris), Venus (negre), Terra (blau) i Mart (vermell)

Un asteroide Apol·lo és qualsevol asteroide del grup d'asteroides que presenten una òrbita amb un semieix major més gran que el de la Terra (1ua) i el periheli del qual sigui menor que l'afeli de la terra (1,017 ua), és a dir, el seu periheli està més prop del Sol que l'òrbita de la Terra, per tant la creuen. L'asteroide (1862) Apol·lo és el que donà nom a tot el grup.
Els asteroides Apol·lo podrien no creuar l'òrbita de la Terra si el seu periheli fos major que el de la Terra (0,983 ua), els perihelis de l'asteroide i de la Terra estiguessin gairebé alineats amb el Sol, i l'excentricitat de l'asteroide fos molt similar a la de la Terra. El marge perquè es doni això és molt petit i en la pràctica no passa, és a dir, tots els asteroides Apol·lo creuen l'òrbita de la Terra.
Fins avui s'han catalogat uns 240 asteroides Apol·lo, però s'estima que n'hi ha uns 2.000 amb diàmetres propers a 1 quilòmetre i uns 70 milions amb grandàries similars a una casa. Hermes i Ícar són exemples asteroides Apol·lo.
Dels asteroides Apol·lo coneguts el més gran és Sísif, amb un diàmetre de prop de 10 km, aproximadament la mateixa grandària que tenia l'objecte l'impacte va crear el cràter de Chicxulub, que es pensa va ser el causant de l'extinció dels dinosaures. Un altre dels asteroides tipus Apol·lo més gran és Geographos, que posseeix una extensió de 5,1 quilòmetres de llarg per 1,8 d'ample.
En els últims anys s'han detectat asteroides que s'acosten perillosament a la Terra. Un acostament perillós, és aquell en el qual l'asteroide i la Terra es troben a una distància igual o menor a un milió de quilòmetres (per il·lustrar, la distància mitjana entre la Terra i la Lluna és de 384.400 quilòmetres).

## Llista d'alguns asteroides Apol·lo coneguts
| Nom                      | Any  | Descobridor/s                           |
| ------------------------ | ---- | --------------------------------------- |
| 2012 DA14                | 2012 | OAM                                     |
| 2009 ST19                | 2009 | Josep Maria Bosch                       |
| 2009 DD45                | 2009 | Rob McNaught                            |
| 2007 TU24                | 2007 | Catalina Sky Survey                     |
| 2007 WD5                 | 2007 | Andrea Boattini                         |
| 2006 SU49                | 2006 | Spacewatch                              |
| 2004 XP14                | 2004 | LINEAR                                  |
| 2004 AS1                 | 2004 | LINEAR                                  |
| 2002 TD66                | 2002 | LINEAR                                  |
| (162173) Ryugu           | 1999 | LINEAR                                  |
| 1998 KY26                | 1998 | Spacewatch                              |
| 1997 XR2                 | 1997 | LINEAR                                  |
| (69230) Hermes           | 1937 | Karl Reinmuth                           |
| (53319) 1999 JM8         | 1999 | LINEAR                                  |
| (52760) 1998 ML14        | 1998 | LINEAR                                  |
| (35396) 1997 XF11        | 1997 | Spacewatch                              |
| (29075) 1950 DA          | 1950 | Carl A. Wirtanen                        |
| (25143) Itokawa          | 1998 | LINEAR                                  |
| (6489) Golevka           | 1991 | Eleanor F. Helin                        |
| (4769) Castalia          | 1989 | Eleanor F. Helin                        |
| (4660) Nereus            | 1982 | Eleanor F. Helin                        |
| (4581) Asclepius         | 1989 | Henry E. Holt, Norman G. Thomas         |
| (4486) Mithra            | 1987 | Eric Elst, Vladímir Xkódrov             |
| (4197) 1982 TA           | 1982 | Eleanor F. Helin, Eugene Shoemaker      |
| 4183 Cuno                | 1959 | Cuno Hoffmeister                        |
| (4179) Toutatis          | 1989 | Christian Pollas                        |
| (4015) Wilson-Harrington | 1979 | Eleanor F. Helin                        |
| (3200) Faeton            | 1983 | Simon F. Green, John K. Davies / IRAS   |
| (2101) Adonis            | 1936 | Eugène Joseph Delporte                  |
| (2063) Bacchus           | 1977 | Charles T. Kowal                        |
| (1866) Sisyphus          | 1972 | Paul Wild                               |
| (1862) Apol·lo           | 1932 | Karl Reinmuth                           |
| (1685) Toro              | 1948 | Carl A. Wirtanen                        |
| (1620) Geographos        | 1951 | Albert George Wilson, Rudolph Minkowski |
| (1566) Ícar              | 1949 | Walter Baade                            |